# 父辈的旗帜 (书)
《父辈的旗帜》（Flags of Our Fathers）是一本在2000年出版的歷史書，作者是詹姆斯·布拉德利和朗·鮑威爾。此書被《纽约时报》评为2000年畅销书。
这本书介绍了因出現在由乔·罗森塔尔（Joe Rosenthal）拍摄的相片《美軍士兵在硫磺島豎起國旗》而出名的五名美国海军陆战队员和一名美国海军士兵。他们分別是作者的父亲約翰·布拉得利（John Bradley，当时是美国海军士兵）、Rene Gagnon、Ira Hayes、Mike Strank、Harlon Block和Franklin Sousley。 Strank、Block和Sousley在硫磺岛战役中阵亡。该书随后介绍了这六名升旗手的童年生活，军事训练，二战中残酷而激烈的战斗，以及生还者戰役后在美国第七轮军券巡回销售的活动。
该书由Bantam图书公司在2000年5月出版，并连续46周在纽约时报非小说类畅销书排行榜榜上有名，其中6周更是名列第一。出版后不久，斯蒂芬·斯皮尔伯格就为电影公司梦工厂买下了该书的电影出版权。2006年10月20日，由克林特·伊斯特伍德导演，斯蒂芬·斯皮尔伯格监制的在美国上映。

## 另見
- 太平洋战争
- 硫磺岛